# Centre for Effective Altruism
O Centre for Effective Altruism - CEA (Centro de Altruísmo Eficaz) é uma organização sediada em Oxford que desenvolve e apoia a comunidade do altruísmo eficaz. Foi fundado em 2012 por William MacAskill e Toby Ord, ambos filósofos da Universidade de Oxford. O CEA faz parte da Effective Ventures, uma federação de projetos que trabalham para causar um grande impacto positivo no mundo.

## História
A fundação do CEA foi motivada pela necessidade de criar uma organização guarda-chuva sob a qual a Giving What We Can e a 80,000 Hours pudessem ser incorporadas. No final de 2011, os membros dessas duas organizações se reuniram para discutir como essa nova entidade deveria ser nomeada, e o nome "Centre for Effective Altruism" foi adotado. Naquela época, o movimento que mais tarde seria chamado de "altruísmo eficaz" ainda não tinha um nome padrão - termos comuns na época incluíam "filantropia ideal" e "altruísmo racional" - e essa foi a primeira vez que o termo "altruísmo eficaz" foi usado em seu sentido atual. O CEA foi registrado como uma instituição de caridade no ano seguinte.
Em 2015 e 2016, o CEA incorporou vários projetos, incluindo o Effective Altruism Global e o Giving What We Can, e começou a funcionar como uma organização centralizada, em vez de apenas como um órgão de controle. Sam Bankman-Fried ingressou no CEA como diretor de desenvolvimento no final de 2017, saindo logo em seguida para financiar a Alameda Research. Em 2018, o CEA lançou uma nova versão do Effective Altruism Forum, baseada na base de código do LessWrong.
Em 2022, a divisão do CEA que fornece suporte operacional e patrocínio fiscal a vários projetos mudou seu nome para "Effective Ventures". O restante do CEA agora opera como um dos muitos projetos da Effective Ventures, que além de Giving What We Can e 80,000 Hours, incluem EA Funds, Forethought Foundation, Centre for the Governance of AI, Longview Philanthropy, Asterisk, Atlas Fellowship e Non-trivial. O CEA continua seguindo sua missão de construir e nutrir uma comunidade global de pessoas que estão pensando cuidadosamente sobre os maiores problemas do mundo e tomando medidas impactantes para resolvê-los.

## Atividades
A partir de 2022, as principais atividades do CEA incluem a organização da série de conferências Effective Altruism Global, a criação e manutenção do Fórum de Altruísmo Efetivo e da página inicial de altruísmo efetivo, o financiamento e a assessoria a centenas de grupos de altruísmo efetivo em todo o mundo, e a preservação da capacidade da comunidade de altruísmo efetivo de crescer e produzir valor no futuro, criando uma cultura intelectual saudável e uma comunidade inclusiva.
Os escritórios do CEA ficam na Trajan House, um edifício que também acomoda muitas outras organizações ligadas ao movimento do altruísmo eficaz, incluindo a Forethought Foundation, o Centre for the Governance of AI, o Global Challenges Project, Our World in Data, o Future of Humanity Institute e o Global Priorities Institute, sendo que os dois últimos também fazem parte da Universidade de Oxford.
O orçamento do CEA para o ano de 2021 foi de US$ 28 milhões.